# Canoa/kayak ai Giochi della XXX Olimpiade - K4 1000 metri maschile
La gara di velocità K4, 1000 metri, per Londra 2012 si è svolta al Dorney Lake dal 7 al 9 agosto 2012.

## Regolamento della competizione
La competizione prevede batterie di qualificazione, una semifinale e una finale. I vincenti delle due batterie di qualificazione accedono direttamente alla finale mentre gli altri partecipanti si contendono l'accesso tramite una semifinale: i primi sei equipaggi vengono qualificati per la finale.

## Programma
| Data                  | Ora         | Round               |
| --------------------- | ----------- | ------------------- |
| Martedì 7 agosto 2012 | 09:30 11:01 | Batterie Semifinali |
| Giovedì 9 agosto 2012 | 09:48       | Finale              |

## Risultati

### Batterie

#### Batteria 1
| Pos. | Atleta                                                          | Paese      | Tempo    | Note |
| ---- | --------------------------------------------------------------- | ---------- | -------- | ---- |
| 1    | Peter Gelle Martin Jankovec Erik Vlček Juraj Tarr               | Slovacchia | 2'55"173 | Q    |
| 2    | Marcus Groß Norman Bröckl Tim Wieskötter Max Hoff               | Germania   | 2'56"987 |      |
| 3    | Kim Wraae Knudsen René Holten Poulsen Emil Stær Kasper Bleibach | Danimarca  | 3'05"134 |      |
| 4    | Traian Neagu Toni Ioneticu Ștefan Vasile Ionel Gavrilă          | Romania    | 3'12"371 |      |
| 5    | Milenko Zorić Ervin Holpert Aleksandar Aleksić Dejan Terzić     | Serbia     | 3'21"437 |      |

#### Batteria 2
| Pos. | Atleta                                                    | Paese     | Tempo    | Note |
| ---- | --------------------------------------------------------- | --------- | -------- | ---- |
| 1    | Zoltán Kammerer Dávid Tóth Tamás Kulifai Dániel Pauman    | Ungheria  | 2'54"153 | Q    |
| 2    | Daniel Havel Lukáš Trefil Josef Dostál Jan Štěrba         | Rep. Ceca | 2'54"267 |      |
| 3    | Tate Smith Dave Smith Murray Stewart Jacob Clear          | Australia | 2'59"789 |      |
| 4    | Il'ja Medvedev Anton Rjachov Anton Vasil'ev Oleg Žestokov | Russia    | 3'04"781 |      |
| 5    | Zhang Hongpeng Zhou Peng Shen Jie Huang Zhipeng           | Cina      | 3'14"234 |      |

### Semifinale
| Pos. | Atleta                                                          | Paese     | Tempo    | Note |
| ---- | --------------------------------------------------------------- | --------- | -------- | ---- |
| 1    | Tate Smith Dave Smith Murray Stewart Jacob Clear                | Australia | 2'52"505 | Q    |
| 2    | Marcus Groß Norman Bröckl Tim Wieskötter Max Hoff               | Germania  | 2'53"575 | Q    |
| 3    | Daniel Havel Lukáš Trefil Josef Dostál Jan Štěrba               | Rep. Ceca | 2'53"984 | Q    |
| 4    | Il'ja Medvedev Anton Rjachov Anton Vasil'ev Oleg Žestokov       | Russia    | 2'54"303 | Q    |
| 5    | Traian Neagu Toni Ioneticu Ștefan Vasile Ionel Gavrilă          | Romania   | 2'55"027 | Q    |
| 6    | Kim Wraae Knudsen René Holten Poulsen Emil Stær Kasper Bleibach | Danimarca | 2'56"003 | Q    |
| 7    | Milenko Zorić Ervin Holpert Aleksandar Aleksić Dejan Terzić     | Serbia    | 2'56"346 |      |
| 8    | Zhang Hongpeng Zhou Peng Shen Jie Huang Zhipeng                 | Cina      | 3'00"315 |      |

### Finale
| Pos. | Atleta                                                          | Paese      | Tempo    | Note |
| ---- | --------------------------------------------------------------- | ---------- | -------- | ---- |
|      | Tate Smith Dave Smith Murray Stewart Jacob Clear                | Australia  | 2'55"085 |      |
|      | Zoltán Kammerer Dávid Tóth Tamás Kulifai Dániel Pauman          | Ungheria   | 2'55"699 |      |
|      | Daniel Havel Lukáš Trefil Josef Dostál Jan Štěrba               | Rep. Ceca  | 2'55"850 |      |
| 4    | Marcus Groß Norman Bröckl Tim Wieskötter Max Hoff               | Germania   | 2'56"172 |      |
| 5    | Kim Wraae Knudsen René Holten Poulsen Emil Stær Kasper Bleibach | Danimarca  | 2'56"542 |      |
| 6    | Peter Gelle Martin Jankovec Erik Vlček Juraj Tarr               | Slovacchia | 2'56"771 |      |
| 7    | Il'ja Medvedev Anton Rjachov Anton Vasil'ev Oleg Žestokov       | Russia     | 2'57"375 |      |
| 8    | Traian Neagu Toni Ioneticu Ștefan Vasile Ionel Gavrilă          | Romania    | 2'58"223 |      |